# Funk, Inc.
Funk, Inc. foi uma banda americana de jazz funk/soul jazz fundada em Indianápolis, Indiana em 1969 por Bobby Watley, Eugene Barr, Steve Weakley, Jimmy Munford e Cecil Hunt. Durante os anos 1970 assinaram com a gravadora Prestige Records pela qual lançaram cinco álbuns, embora tenha se separado em 1976.. Durante os anos 1980, o grupo e especialmente a canção "Kool is Back" foi sampleada por muitos produtores de hip hop. 

## Discografia

### Álbuns de estúdio
- 1971: Funk, Inc.
- 1972: Chicken Lickin'
- 1973: Hangin' Out
- 1973: Superfunk
- 1974: Priced To Sell
- 1995: Urban Renewal

### Coletâneas
- 1988: Acid Inc: The Best Of Funk Inc.